# Bromus psammophilus
Bromus psammophilus là một loài thực vật có hoa trong họ Hòa thảo. Loài này được P.M.Sm. mô tả khoa học đầu tiên năm 1985.